# Низовка (Ардатовський район)
Ни́зовка (рос. Низовка, ерз. Аловеле) — село у складі Ардатовського району Мордовії, Росія. Адміністративний центр та єдиний населений пункт Низовського сільського поселення.

## Населення
Населення — 743 особи (2010; 736 у 2002).
Національний склад (станом на 2002 рік):
- ерзяни — 98 %